# Bebrovska
Bebrovska (bulgariska: Бебровска) är ett vattendrag i Bulgarien.   Det ligger i regionen Veliko Tărnovo, i den centrala delen av landet, 220 kilometer öster om huvudstaden Sofia.